# Good Night, and Good Luck
Good Night, and Good Luck is een Amerikaanse film uit 2005 geschreven door George Clooney en Grant Heslov en tevens geregisseerd door Clooney.
De productie werd genomineerd voor zes Oscars, waaronder die voor beste film, beste regisseur, beste hoofdrolspeler (David Strathairn) en beste origineel scenario. Meer dan twintig andere prijzen werden de film daadwerkelijk toegekend, waaronder een European Film Award voor beste niet-Europese film, een Golden Trailer Award voor beste drama. Satellite Awards voor beste artdirection en beste scenario en een National Board of Review Award voor beste film.

## Verhaal
De film behandelt de paranoïde sfeer in Amerika in de hoogtijdagen van Joe McCarthy. Presentator Edgar R. Murrow van de televisiezender CBS bindt de strijd aan met de valse beschuldigingen en lastercampagnes van McCarthy.
Uiteindelijk komt McCarthy ten val, maar Murrow betaalt ook een prijs. Zijn nieuwsshow is te controversieel voor adverteerders, en hij wordt wegbezuinigd ten gunste van goedkoop entertainment.

## Rolverdeling

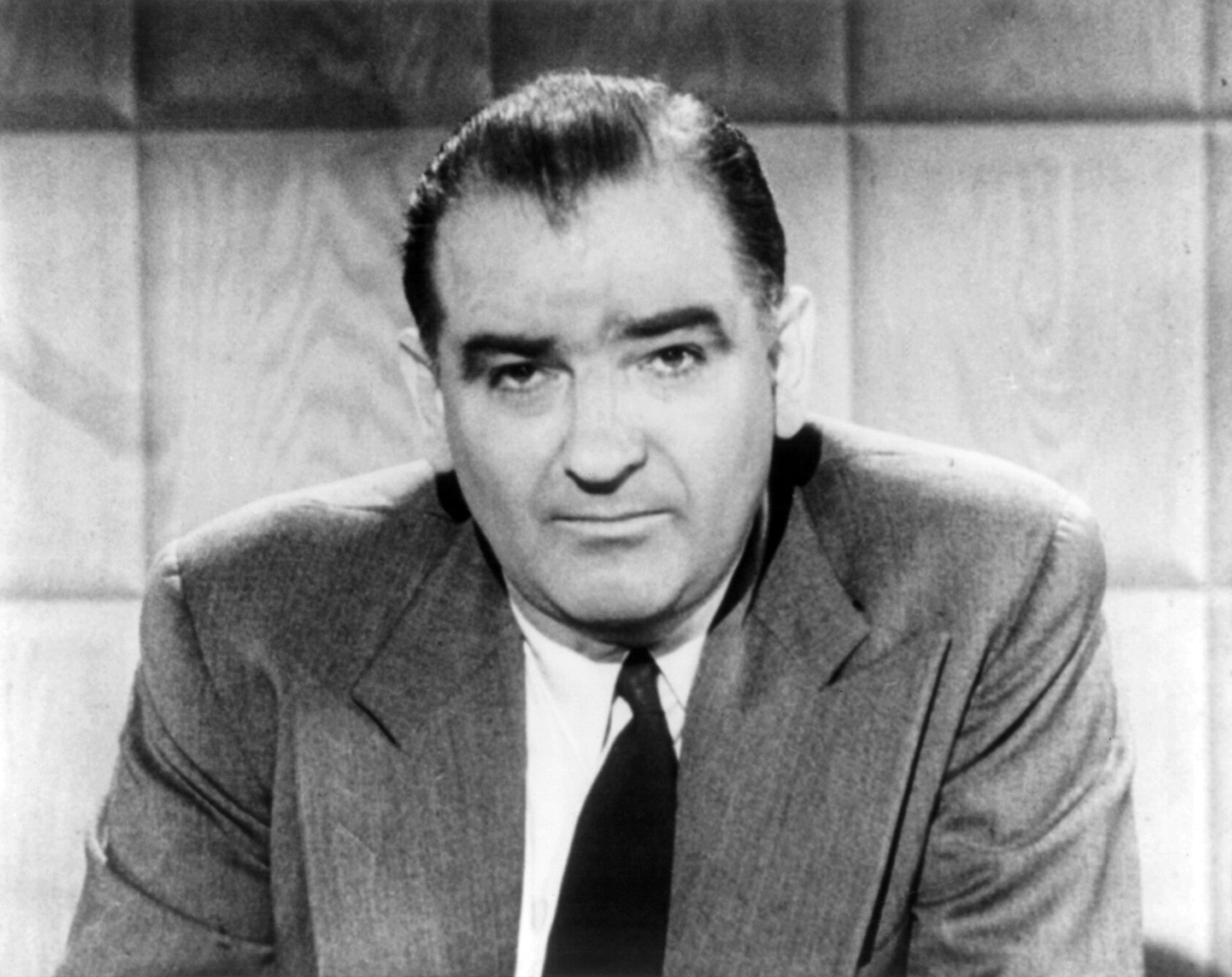
Senator Joseph McCarthy

- David Strathairn - Edward R. Murrow
- Robert Downey jr. - Joe Wershba
- Patricia Clarkson - Shirley Wershba
- Ray Wise - Don Hollenbeck
- Frank Langella - William Paley
- Jeff Daniels - Sig Mickelson
- George Clooney - Fred Friendly
- Peter Jacobson - Jimmy
- Tate Donovan - Jesse Zousmer
- Grant Heslov - Don Hewitt

## Trivia
- Toen een voorlopige versie van deze film werd vertoond aan een publiek, vonden de meeste toeschouwers dat de acteur die McCarthy speelde irritant en schreeuwerig overkwam. Zij reageerden echter op archiefmateriaal van de echte McCarthy.